# 西非肺鱼
西非肺魚（學名：Protopterus annectens）又稱非洲肺鱼、原鰭魚、鈍吻肺魚或虎斑肺魚，是肺魚的一種，非洲肺魚屬的四個現生種之一，產自非洲西部和中南部的溪流與湖泊，為分布最廣的肺魚。有兩個亞種：指名亞種 P. a. annectens 分佈于薩赫勒地區及幾內亞、塞拉利昂，另一亞種 P. a. brieni 分佈于剛果河上游及莫桑比克的贊比西河流域。

## 形態特徵
非洲肺魚的最大體長約 1 米，最大体重约 4 千克。身軀如鰻魚般，長度是頭部直徑的 9–15 倍，皮膚上有擺線狀的鱗片。背部呈橄欖色或褐色，腹部顏色較淺，背部和鰭上有黑色或褐色的大斑點。吻部突出，眼睛細小。有一對很長的絲狀胸鰭，胸鰭和臀鰭的長度分別是頭部的 3 倍及 2 倍。在胸鰭上及鰭裂後有 3 個外鰓。共有 34–37 對肋骨。

## 生活習性
非洲肺魚與同屬其他種肺魚一樣雖生活在淡水中，但能在空氣中以肺呼吸，且為底棲魚類，旱季時會進行夏蟄，最長夏蟄的時間可超過一年。其食性亦與同屬肺魚相似，以軟體動物、甲殼類與小型魚類為食，亦有食用蛙類的紀錄。豐水期為繁殖季，雄魚會在水生植物根部的周邊築巢，可能有數隻雌魚會在巢中產卵，雄魚負責保護巢與卵。卵徑約 4 毫米，8 天後孵化，再經 20 天後離巢。

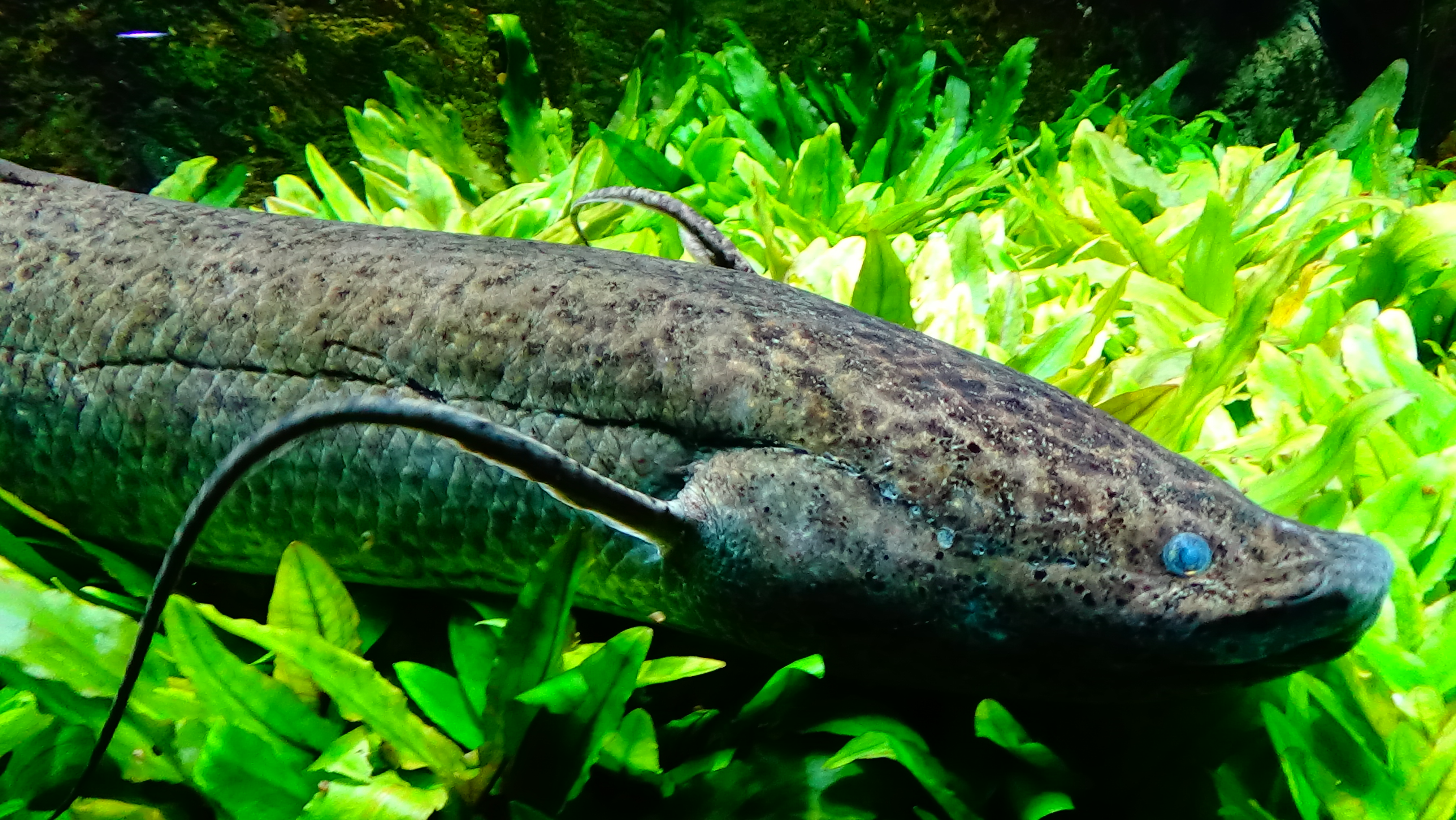
巴黎鍍金門宮热带水族馆的非洲肺魚

## 外部連結
- Photos at Primitivefishes.com （页面存档备份，存于）
- 维基共享资源上的相關多媒體資源：西非肺鱼
- 維基物種上的相關：西非肺鱼